# Amurosaurus
Amurosaurus là một chi khủng long, được Bolotsky & Kurzanov mô tả khoa học năm 1991.